# World Series Formel V8 3.5
Die World Series Formel V8 3.5 war eine vorwiegend in Europa beheimatete Rennserie im Formelsport. Die Meisterschaft wurde erstmals 1998 als Euro Open by Nissan ausgetragen. Von 2002 bis 2004 trug sie den Namen World Series by Nissan. Von 2005 bis 2015 wurde sie als Formel Renault 3.5 bezeichnet. 2016 hatte sie den Namen Formel V8 3.5.
Die Serie wurde seit der Gründung von RPM Racing organisiert. Von 2005 bis 2015 war Renault Sport Co-Veranstalter. Nachdem mehrere Teams in die FIA-Formel-2-Meisterschaft gewechselt waren und für 2018 nur zehn Meldungen vorlagen, entschied sich RPM Racing dazu, die Serie nach dem Ende der Saison 2017 einzustellen.

## Geschichte

### Open by Nissan (1998–2001)
Die Euro Open by Nissan wurde 1998 von Jaime Alguersuari sr. gegründet und von dessen Firma RPM Racing organisiert. Sie trat die Nachfolge der spanischen Formel Renault an. Zum Einsatz kam ein Coloni-Chassis mit einem Nissan 2,0-Liter-SR-Motor. Die Meisterschaft war zwischen der Formel 3 und der Formel 3000 angesiedelt und die Rennen fanden überwiegend in Spanien statt. Während in der ersten Saison mit einem Rennwochenende im Vereinigten Königreich nur eine Veranstaltung außerhalb Spaniens stattfand, gab es 2001 bereits drei auswärtige Veranstaltungen. Bedingt durch den Hauptsponsor Telefónica hieß die Rennserie 2000 und 2001 Open Telefónica by Nissan. Drei der vier Meister dieser Zeit fuhren im weiteren Verlauf ihrer Karriere in der Formel 1: Marc Gené (1998), Fernando Alonso (1999) und Franck Montagny (2001).

### World Series by Nissan (2002–2004)
2002 erfolgte die Umfirmierung der Meisterschaft in World Series by Nissan. In den ersten zwei Jahren mit diesem Namen war Telefónica weiterhin als Hauptsponsor im Namen vertreten (Telefónica World Series by Nissan). Mit Nissan erfolgte der Wechsel auf ein Dallara-Chassis. Die Organisatoren trieben die Internationalisierung der Meisterschaft in dieser Zeit weiter voran und veranstalteten immer mehr Rennen im Ausland. 2003 fanden mit zwei Brasilien-Rennen auch erstmals Rennen außerhalb Europas statt.
Während die Open by Nissan noch primär von Formelsport-Debütanten dominiert wurde, gewann 2002 mit Ricardo Zonta ein ehemaliger Formel-1-Fahrer den ersten Titel unter dem Banner World Series by Nissan. 2003 entschied mit Montagny zum einzigen Mal ein Fahrer zum zweiten Mal die Fahrerwertung der Serie für sich. Montagny fuhr von 2001 bis 2003 in der Meisterschaft und kam stets auf einem der ersten zwei Plätze der Meisterschaft. 2004 gewann Heikki Kovalainen. Alle drei Gesamtsieger der World Series by Nissan fuhren anschließend in der Formel 1.

### Formel Renault 3.5 (2005–2015)
2003 hatte Renault den Formel Renault V6 Eurocup geschaffen, der in Konkurrenz zur World Series by Nissan stand. Der Formel Renault V6 Eurocup war Bestandteil der Super-Rennwochenenden des Fernsehsenders Eurosport. Zu diesem Format gehörte bereits die Tourenwagen-Europameisterschaft und die FIA-GT-Meisterschaft. Der Formel Renault V6 Eurocup fuhr mit Chassis von Tatuus und einem Renault 3,5-Liter-V6-Motor.
2005 stieg Renault aus dem Super-Rennwochenende von Eurosport aus und gründete die Veranstaltungsreihe World Series by Renault, die mit einer Mischung aus Monoposto, GT, und Tourenwagen ein ähnliches Konzept wie das Super-Rennwochenende hatte. Die Hauptserie der World Series by Renault bildete die Formel Renault 3.5, die aus einer Fusion der World Series by Nissan mit dem Formel Renault V6 Eurocup hervorgegangen war. Der Zusammenschluss war möglich, da der Motorenliefervertrag der Serie mit Nissan ausgelaufen war.
Während der Zeit als Formel Renault 3.5 wurde der Begriff World Series by Renault zum Teil als Synonym für die Rennserie verwendet, obgleich die Formel Renault 3.5 auch Rennen außerhalb der Veranstaltungsreihe austrug und die Veranstaltungsreihe noch weitere Rennserien umfasste. Das Dallara-Chassis wurde beibehalten und der Nissan-Motor durch einen Renault-Motor ersetzt.
Die Formel Renault 3.5 war oberhalb der Formel 3 angesiedelt und stand in Konkurrenz zur GP2-Serie. Bei der Einführung von Punkten zum Erwerb der Superlizenz durch die FIA Anfang 2015, wurde die Formel Renault 3.5 jedoch mit weniger Punkten bedacht als die europäische Formel-3-Meisterschaft und GP2-Serie. So war es ab dieser Saison für den Formel-Renault-3.5-Meister nicht mehr möglich – im Gegensatz zu den Siegern der europäischen Formel 3 oder der GP2 – direkt in die Formel 1 zu wechseln, wenn nicht schon in den Vorjahren ausreichend Punkte erzielt worden waren. Zwar wurden die Punkte für die Formel Renault 3.5 noch im Laufe des Jahres 2015 angepasst, doch auch mit der Änderung reichte ein Gesamtsieg der Meisterschaft nicht mehr alleine aus, um sich für die Superlizenz regulär zu qualifizieren. Der Veranstalter Renault, der aus Marketingsicht und hohen Kosten sowieso schon unzufrieden mit der Entwicklung der Rennserie war, entschied sich darauf hin, sich zum Jahresende aus der Rennserie zurückzuziehen. Damit endete nach elf Jahren Formel Renault 3.5 die Zeit der Rennserie unter diesem Namen.

### Formel V8 3.5 (2016)
Nach dem Ausstieg von Renault war RPM Racing wieder ohne Partner für die Serienorganisation verantwortlich. Seriengründer Jaime Alguersuari sr. übernahm damit erneut die Leitung der Meisterschaft. Im Vorfeld der Saison gab es zudem eine Änderung in der Eigentümerstruktur. Die Alesport Group, zu der der Veranstalter RPM Racing gehörte, wurde Anfang 2016 von der Agenturgruppe Dentsu Aegis Network übernommen.
Als neuen Namen für die Meisterschaft wurde die Bezeichnung Formel V8 3.5 (im englischen Formula V8 3.5) gewählt. Für die erste Saison behielt man die Anzahl von neun Veranstaltungen bei. Sechs dieser Rennwochenenden veranstaltete man zusammen mit den von Jesús Pareja organisierten Rennserien Euroformula Open und International GT Open. Auch das Chassis, den Motor und die Reifenspezifikation blieb unverändert.
Für die Saison 2017 schloss RPM Racing eine Kooperation der World Series Formel V8 3.5 mit der FIA-Langstrecken-Weltmeisterschaft (WEC) ab, sodass die World Series Formel V8 3.5 bei sechs Rennwochenenden im Rahmen der Weltmeisterschaft fahren wird. Die Kooperation beinhaltet drei Rennwochenenden außerhalb Europas. Für die Reisekosten der Überseerennen kommt der Serieneigentümer Dentsu Aegis Network auf.

## Rennformat
Im Gegensatz zur anfänglich in Konkurrenz stehenden internationalen Formel-3000-Meisterschaft setzte die Rennserie von Beginn an auf ein Wochenendformat mit zwei Rennen pro Veranstaltung. Während das Punktesystem oder der Wochenendablauf mehrfach modifiziert wurden, blieb das Format mit zwei Rennen stets bestehen. Eine Ausnahme stellten nur die Rennen in Monaco (2005–2015) dar, wo im Rahmen der Formel-1-Weltmeisterschaft nur ein Rennen am Wochenende stattfand. Die Formel-3000-Nachfolgeserie GP2 übernahm schließlich das Format mit zwei Rennen pro Wochenende zu ihrer Gründung 2005.

## Fahrzeuge

### Coloni CN1 (1998–2001)
Das erste Fahrzeug der Rennserie war ein Coloni CN1. Als Motor wurde ein 2,0-Liter-SR-Motor von Nissan verwendet.

### Dallara SN01 (2002–2007)

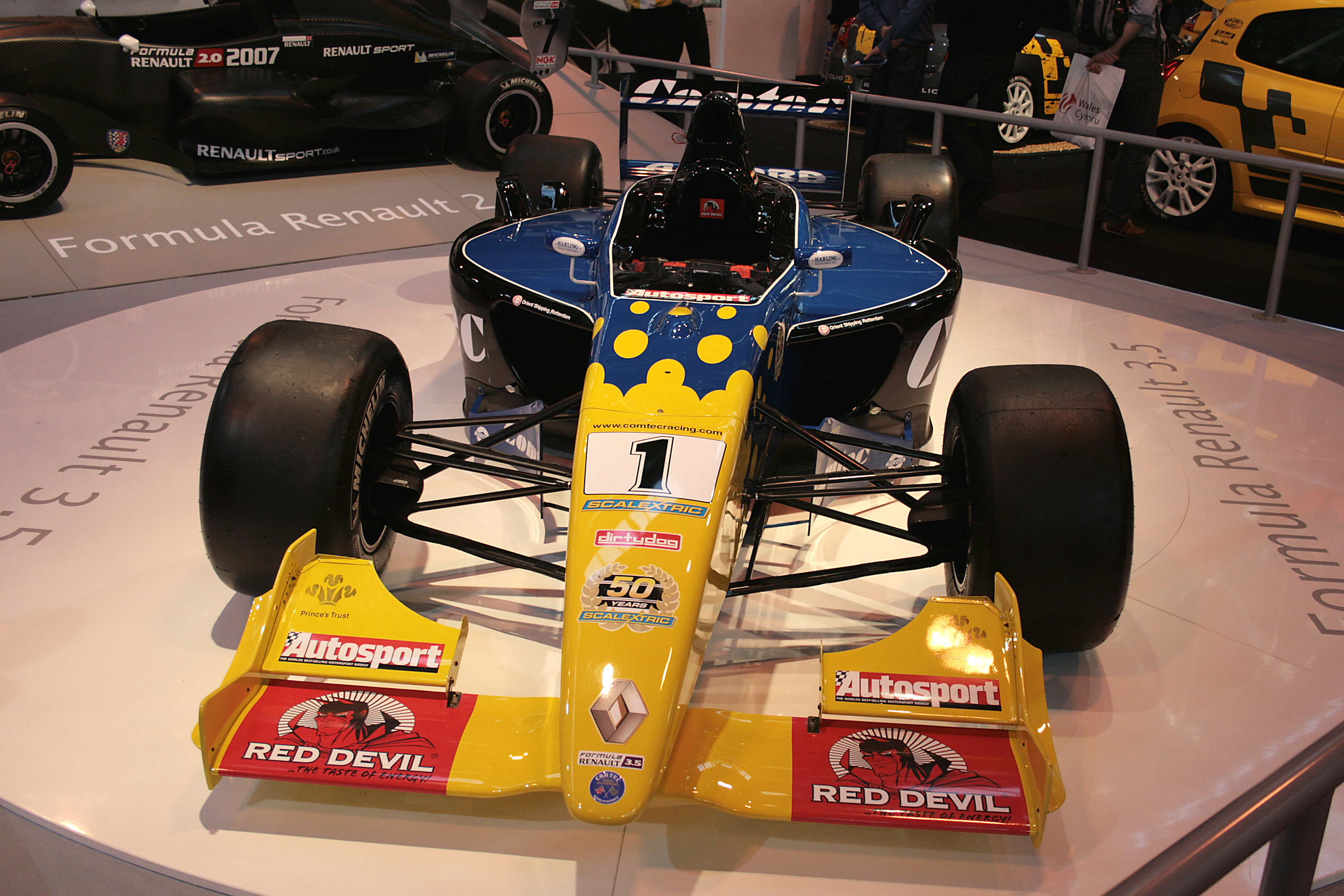
Dallara SN01 von Comtec Racing (2006)

Das zweite Fahrzeug der Rennserie wurde 2002 im Rahmen der World Series by Nissan der Dallara SN01 eingeführt. Der Motor war für die ersten drei Jahre ein VQ-Motor von Nissan. 2005 erfolgte durch die Partnerschaft der Serie mit Renault ein Motorenwechsel und für die nächsten drei Jahre kam ein Renault-V6-Motor mit 313 kW (425 PS) zum Einsatz.
| Kenngröße         | Daten |
| ----------------- | --- |
| Radstand:         | 3025 mm |
| Spurweite vorn:   | 1630 mm |
| Spurweite hinten: | 1529 mm |
| Bauweise:         | Monocoque und Anbauteile aus kohlenstofffaserverstärktem Kunststoff                                                   |
| Leergewicht:      | 600 kg |
| Achsaufhängung:   | doppelte Dreieckslenker mit innenliegenden „push rod“ Federn und Monodämpfer vorne und Doppeldämpfer hinten, von Koni |
| Bremsen:          | innenbelüftete Kohlenstoffbremsscheiben von Carbon Industries, Bremssättel mit vier Kolben von Brembo                 |
| Getriebe:         | von Ricardo; selbstsperrendes Differential                                                                            |
| Gänge:            | sechs Vorwärts-, ein Rückwärtsgang                                                                                    |
| Schaltung:        | Wippenschaltung; halbautomatisch, elektro-hydraulisch                                                                 |
| Motor:            | 3498-cm³-Sechszylindermotor von Renault                                                                               |
| max. Leistung:    | 313 kW (425 PS) |
| max. Drehmoment:  | 400 Nm |
| Nenndrehzahl:     | 8500/min |
| Kraftstofftank:   | Fassungsvermögen: 80 Liter                                                                                            |
| Radgröße:         | vorn: 11.75 × 13 Zoll hinten: 13.75 × 13 Zoll                                                                         |
| Reifengröße:      | vorn: 26 × 64 × 13 hinten: 32 × 66 × 13                                                                               |

### Dallara T08 (2008–2011)

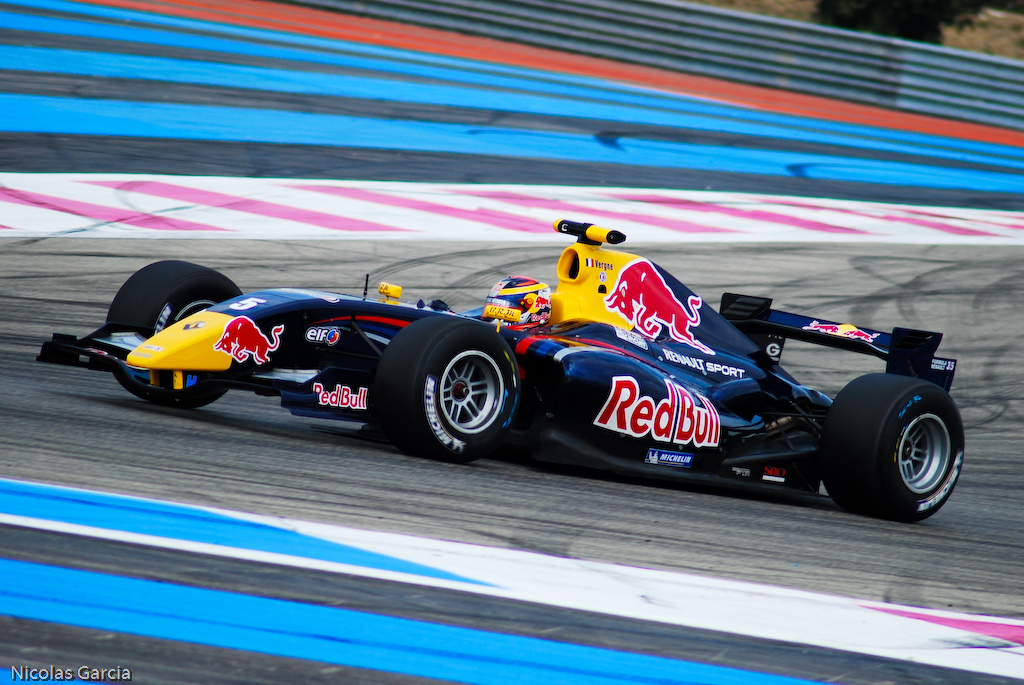
Dallara T08 mit Jean-Éric Vergne für Carlin in Le Castellet 2011

2008 wurden die Spezifikationen angepasst. Im neuen Dallara-Chassis arbeitete nun ein mit Flexible-Fuel-Vehicle-Technik ausgestatteter Renault-V6-Motor, der mit Super-Plus-Benzin (ROZ 98) oder Bioethanol (E85) betrieben werden konnte. Mit Bioethanol als Kraftstoff erreichte der Motor 368 kW (500 PS). Anfang des Jahres 2009 wurde das Design angepasst und vor der Saison 2010 die Drehzahlbegrenzung von 8200/min auf 8500/min angehoben.
| Kenngröße         | Daten |
| ----------------- | --- |
| Radstand:         | 3125 mm |
| Spurweite vorn:   | 1630 mm |
| Spurweite hinten: | 1529 mm |
| Bauweise:         | Monocoque und Anbauteile aus kohlenstofffaserverstärktem Kunststoff                                                                   |
| Gewicht:          | 628 kg leer, 703 kg mit Fahrer |
| Achsaufhängung:   | doppelte Dreieckslenker mit innenliegenden „push rod“ Federn und Vierrohr-Monostoßdämpfer vorne und Vierrohr-Doppelstoßdämpfer hinten |
| Bremsen:          | innenbelüftete Kohlenstoffbremsscheiben, Bremssättel mit vier Kolben                                                                  |
| Getriebe:         | sequenziell; selbstsperrendes Differential                                                                                            |
| Gänge:            | sechs Vorwärts-, ein Rückwärtsgang |
| Schaltung:        | Wippenschaltung; halbautomatisch |
| Motor:            | 3498-cm³-Sechszylindermotor VQ35 von Renault                                                                                          |
| Leistung:         | 353 kW (480 PS) |
| Drehmoment:       | 441 Nm |
| Kraftstofftank:   | Fassungsvermögen: 110 Liter |
| Radgröße:         | vorn: 11.75 × 13 Zoll hinten: 13.75 × 13 Zoll                                                                                         |
| Reifengröße:      | vorn: 26 × 64 × 13 hinten: 32 × 66 × 13                                                                                               |

### Dallara T12 (seit 2012)

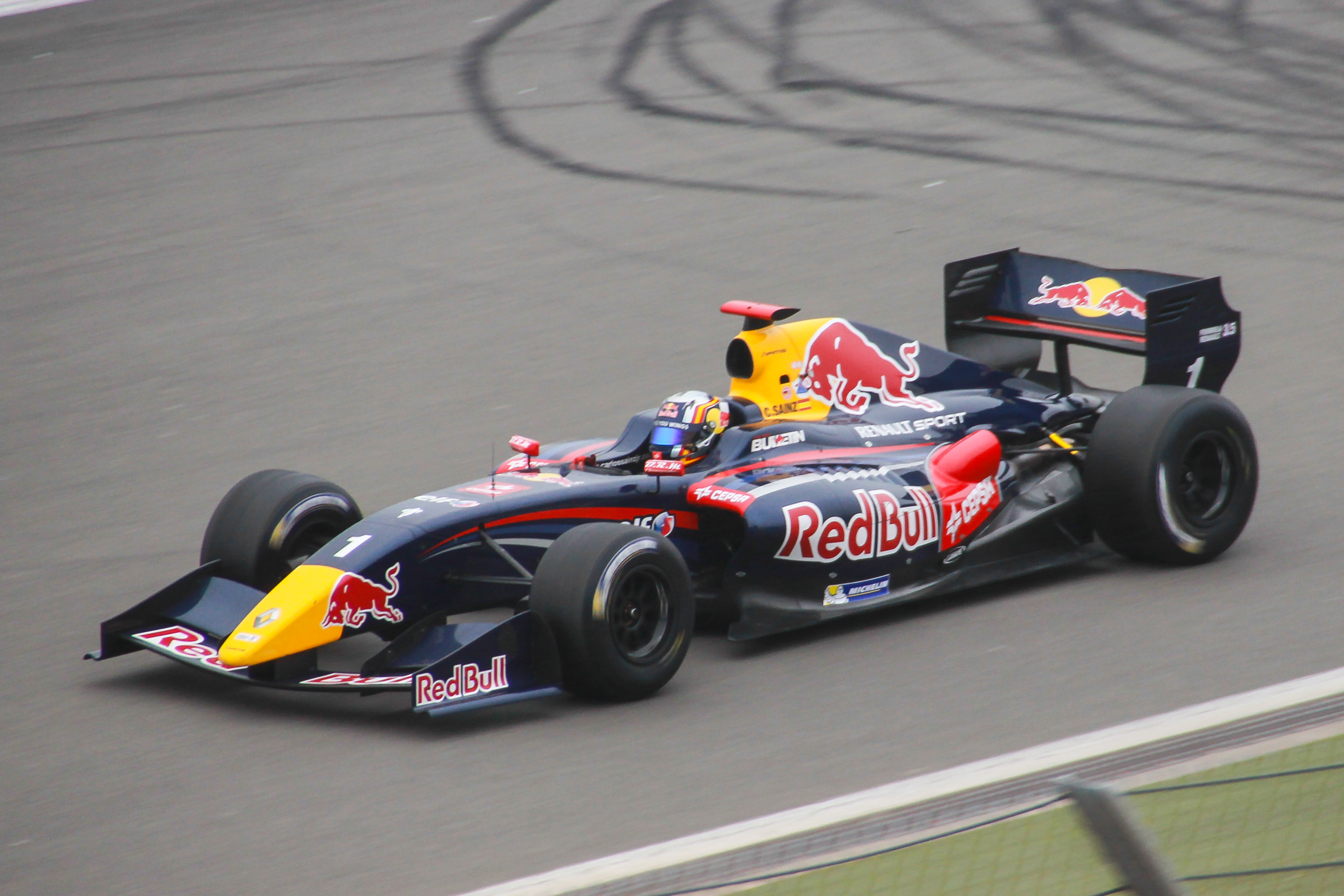
Carlos Sainz jr. im Dallara auf dem Nürburgring 2014

Seit der Saison 2012 kommt ein neues, ebenfalls von Dallara gebautes Chassis names T12 zum Einsatz. Es ist mit einem Zytek-Motor ausgestattet. Die Reifen stammen von Michelin. Das Fahrzeug weist viele Merkmale der Formel-1-Boliden aus der Entwicklungszeit auf: Kohlenstoffbremsscheiben, halbautomatische Gangschaltung, Links-Fuß-Bremse, veränderbares Set-Up und Aerodynamik sowie seit 2012 V8-Motor und Drag Reduction System.
| Kenngröße         | Daten |
| ----------------- | --- |
| Länge:            | 5020 mm |
| Breite:           | 1922 mm |
| Höhe:             | 1055 mm |
| Radstand:         | 3125 mm |
| Spurweite vorn:   | 1662 mm |
| Spurweite hinten: | 1529 mm |
| Bauweise:         | Monocoque und Anbauteile aus kohlenstofffaserverstärktem Kunststoff                                                    |
| Leergewicht:      | 610 kg |
| Achsaufhängung:   | Schubstrebe mit zweifach verstellbarem Monodämpfer vorne und zweifach verstellbarem Doppeldämpfer hinten, von ZF Sachs |
| Bremsen:          | innenbelüftete Kohlenstoffbremsscheiben von Carbon Industries, Bremssättel mit sechs Kolben von Brembo                 |
| Getriebe:         | sequenziell, von Ricardo; selbstsperrendes Differential                                                                |
| Gänge:            | sechs |
| Schaltung:        | Wippenschaltung; halbautomatisch                                                                                       |
| Motor:            | 3396-Kubikzentimeter-Achtzylindermotor ZRS03 von Gibson Technology                                                     |
| Leistung:         | 390 kW (530 PS) |
| Drehmoment:       | 445 Nm |
| Nenndrehzahl:     | 9500/min |
| Kraftstofftank:   | Fassungsvermögen: 110 Liter                                                                                            |
| Radgröße:         | vorn: 12 × 13 Zoll hinten: 13.7 × 13 Zoll                                                                              |
| Reifengröße:      | vorn: 26 × 64 × 13 hinten: 32 × 66 × 13                                                                                |

## Statistik
| Jahr | Serienname                        | Meister             | Punkte | Zweiter            | Punkte | Dritter                | Punkte | Bestes Team               | Punkte |
| ---- | --------------------------------- | ------------------- | ------ | ------------------ | ------ | ---------------------- | ------ | ------------------------- | ------ |
| 1998 | Euro Open by Nissan               | Marc Gené           | 178    | Ángel Burgueño     | 126    | Manuel Gião            | 118    | Campos Motorsport         | 229    |
| 1999 | Euro Open by Nissan               | Fernando Alonso     | 164    | Manuel Gião        | 157    | Laurent Delahaye       | 129    | Campos Motorsport         | 230    |
| 2000 | Open Telefónica by Nissan         | Antonio García      | 199    | Giuseppe Burlotti  | 182    | Rui Águas              | 160    | Campos Motorsport         | 248    |
| 2001 | Open Telefónica by Nissan         | Franck Montagny     | 211    | Tomas Scheckter    | 185    | Andrea Belicchi        | 138    | Epsilon by Graff          | 238    |
| 2002 | Telefónica World Series by Nissan | Ricardo Zonta       | 270    | Franck Montagny    | 204    | Bas Leinders           | 184    | Racing Engineering        | 395    |
| 2003 | Telefónica World Series by Nissan | Franck Montagny     | 241    | Heikki Kovalainen  | 131    | Bas Leinders           | 128    | Gabord Competición        | 375    |
| 2004 | World Series by Nissan            | Heikki Kovalainen   | 186    | Tiago Monteiro     | 154    | Enrique Bernoldi       | 121    | Pons Racing               | 245    |
| 2005 | Formel Renault 3.5                | Robert Kubica       | 154    | Adrián Vallés      | 116    | Markus Winkelhock      | 114    | Epsilon Euskadi           | 230    |
| 2006 | Formel Renault 3.5                | Alx Danielsson      | 112    | Borja García       | 107    | Pastor Maldonado       | 102    | Interwetten.com           | 160    |
| 2007 | Formel Renault 3.5                | Álvaro Parente      | 129    | Ben Hanley         | 102    | Miloš Pavlović         | 96     | Tech 1 Racing             | 191    |
| 2008 | Formel Renault 3.5                | Giedo van der Garde | 137    | Julien Jousse      | 106    | Fabio Carbone          | 97     | Tech 1 Racing             | 175    |
| 2009 | Formel Renault 3.5                | Bertrand Baguette   | 155    | Fairuz Fauzy       | 98     | Charles Pic            | 94     | International DracoRacing | 205    |
| 2010 | Formel Renault 3.5                | Michail Aljoschin   | 138    | Daniel Ricciardo   | 136    | Esteban Guerrieri      | 123    | Tech 1 Racing             | 239    |
| 2011 | Formel Renault 3.5                | Robert Wickens      | 241    | Jean-Éric Vergne   | 232    | Alexander Rossi        | 156    | Carlin                    | 473    |
| 2012 | Formel Renault 3.5                | Robin Frijns        | 189    | Jules Bianchi      | 185    | Sam Bird               | 179    | Tech 1 Racing             | 234    |
| 2013 | Formel Renault 3.5                | Kevin Magnussen     | 274    | Stoffel Vandoorne  | 214    | António Félix da Costa | 172    | DAMS                      | 307    |
| 2014 | Formel Renault 3.5                | Carlos Sainz jr.    | 229    | Pierre Gasly       | 192    | Roberto Merhi          | 183    | DAMS                      | 316    |
| 2015 | Formel Renault 3.5                | Oliver Rowland      | 307    | Matthieu Vaxivière | 234    | Nyck de Vries          | 160    | Fortec Motorsport         | 425    |
| 2016 | Formel V8 3.5                     | Tom Dillmann        | 237    | Louis Delétraz     | 230    | Jegor Orudschew        | 197    | Arden Motorsport          | 380    |
| 2017 | World Series Formel V8 3.5        | Pietro Fittipaldi   | 259    | Matewos Issaakjan  | 215    | Alfonso Celis junior   | 204    | Lotus                     | 460    |

## Fahrer
Viele Fahrer fuhren vor ihrer Formel-1-Karriere in dieser Serie: Marc Gené (1998, 2003), Fernando Alonso (1999), Giorgio Pantano (1999), Franck Montagny (2001–2003), Justin Wilson (2002), Narain Karthikeyan (2002–2004), Heikki Kovalainen (2003–2004), Vitantonio Liuzzi (2003), Tiago Monteiro (2004), Karun Chandhok (2004–2005), Robert Kubica (2005), Markus Winkelhock (2005), Pastor Maldonado (2005–2006), Sebastian Vettel (2006–2007), Jérôme D’Ambrosio (2006), Giedo van der Garde (2007–2008), Charles Pic (2008–2009), Brendon Hartley (2009–2011), Daniel Ricciardo (2009–2011), Jaime Alguersuari (2009), Max Chilton (2009), Jules Bianchi (2009, 2012), Jean-Eric Vergne (2010–2011), Alexander Rossi (2010–2012), Kevin Magnussen (2012–2013), Will Stevens (2012–2014), Sergei Sirotkin (2012–2014), Stoffel Vandoorne (2013), Carlos Sainz junior (2013–2014), Pierre Gasly (2014), Roberto Merhi (2014–2015) und Esteban Ocon (2014). Dagegen waren Ricardo Zonta (2002), Stephane Sarrazin (2003), Enrique Bernoldi (2003–2004) und Ralph Firman (2004) bereits Formel 1 erfahren als sie in dieser Rennserie am Start waren.
Mit Francesca Pardini (2000), Milka Duno (2001–2002), Pippa Mann (2007–2008), Beitske Visser (2014–2016) und Tatiana Calderón (2017) waren auch einige Damen in dieser Serie am Start.